# Stenocladiella neglecta
Stenocladiella neglecta är en svampart som först beskrevs av Marvanová & Descals, och fick sitt nu gällande namn av Marvanová & Descals 1987. Stenocladiella neglecta ingår i släktet Stenocladiella, divisionen sporsäcksvampar och riket svampar.   Inga underarter finns listade i Catalogue of Life.